# Hemsjön (Dalhems socken, Småland, 642819-152618)
Hemsjön är en sjö i Västerviks kommun i Småland och ingår i Storån-Botorpsströmmens kustområde.